# Gabriel Séailles
Gabriel Séailles (Parigi, 27 giugno 1852 – Barbizon, 16 settembre 1922) è stato un filosofo e uno storico della filosofia francese.

## Biografia
Gabriel-Jean-Raymond Séailles studiò all'École Normale Supérieure di Parigi, laureandosi in filosofia nel 1875 e insegnando in diversi licei francesi. Dottore in lettere nel 1883, dal 1898 al 1913 tenne la cattedra di Storia della filosofia alla Sorbona. Impegnato politicamente, fu socialista, si batté contro l'ingerenza clericale nello Stato, intervenne a difesa di Alfred Dreyfus, promosse la creazione delle Università popolare, e fu tra i fondatori della Lega dei diritti dell'uomo. Concepì una società laica, solidale e giusta, fondata sul lavoro, in cui ciascun uomo potesse realizzarsi.
Séailles, la cui moglie Octavie (1855-1944) e la figlia Andrée (1891-1980) furono entrambe pittrici, fu autore di diverse monografie di artisti e di saggi sull'estetica, la cui base è in Kant. Il genio dell'artista – «potenza regolata, capricciosa e feconda, capace di tutte le metamorfosi» - non è concepito tuttavia come facoltà sovrumana, ma consiste per Séailles in un insieme di forze fisiche, intellettuali e spirituali che, partendo dalle sensazioni, le elaborano e le organizzano trasformandole in immagini nelle quali l'artista esprime i propri sentimenti.
Pirandello fu particolarmente influenzato dal Séailles, di cui spesso riporta integralmente interi passi nei propri scritti, non sempre citandolo. 

### Scritti
- Essai sur le génie dans l'art, Paris 1883
- Alfred Dhodencq, Paris 1885
- (con Paul Janet) Histoire de la philosophie. Les problèmes et les écoles, Paris 1887
- Leonard de Vinci, Essai de biographie psychologique, Paris 1892
- Renan. Essai de biographie psychologique, Paris 1898
- Watteau, Paris 1901
- Eugène Carrière. Essai de biographie psycologique, Paris 1901
- Les affirmations de la conscience moderne, Paris 1903
- Education ou révolution, Paris 1904 (ripubblicato nel 2014, Theolib, Saint-Martin-de-Bonfossé, ISSN 2118-1691)
- La philosophie de Charles Renouvier, Paris 1905
- La philosphie de Jules Lachelier, Paris 1920
- La philosophie du travail, Paris 1923
- L'origine et les destinées de l'art, Paris 1925

### Studi
- C. Bouglé, Autour de la philosophie du travail. Le testament de Gabriel Séailles, in Revue de Métaphisique et de Morale, 1925
- I. Benrubi, Le sources et les courants de la philosophie contemporaine en France, Paris, 1933
- C. Vicentini, L'estetica di Pirandello, Mursia, Milano 1970 (sull'influenza di Séailles in Pirandello)